# Albumy numer jeden w roku 2017 (Węgry)
Rok 2017 był dwudziestym ósmym, w którym funkcjonowała lista najlepiej sprzedających się albumów na Węgrzech, Top 40 album-, DVD- és válogatáslemez-lista.

## Historia notowania
| Data publikacji | Album                         | Wykonawca                 | Źródło |
| --------------- | ----------------------------- | ------------------------- | ------ |
| 30 grudnia      | Dolgozzátok fel!              | Tankcsapda                | [ 1 ]  |
| 6 stycznia      | Dolgozzátok fel!              | Tankcsapda                | [ 2 ]  |
| 13 stycznia     | Dolgozzátok fel!              | Tankcsapda                | [ 3 ]  |
| 20 stycznia     | Dolgozzátok fel!              | Tankcsapda                | [ 4 ]  |
| 27 stycznia     | Dolgozzátok fel!              | Tankcsapda                | [ 5 ]  |
| 3 lutego        | A Pál utcai fiúk              | Dés/Geszti                | [ 6 ]  |
| 10 lutego       | Dolgozzátok fel!              | Tankcsapda                | [ 7 ]  |
| 17 lutego       | Beszt of                      | Rapülők                   | [ 8 ]  |
| 24 lutego       | Tizenhét                      | Road                      | [ 9 ]  |
| 3 marca         | ÷                             | Ed Sheeran                | [ 10 ] |
| 10 marca        | ÷                             | Ed Sheeran                | [ 11 ] |
| 17 marca        | Spirit                        | Depeche Mode              | [ 12 ] |
| 24 marca        | ÷                             | Ed Sheeran                | [ 13 ] |
| 31 marca        | ÷                             | Ed Sheeran                | [ 14 ] |
| 7 kwietnia      | Dolgozzátok fel!              | Tankcsapda                | [ 15 ] |
| 14 kwietnia     | Micsodaország                 | Quimby                    | [ 16 ] |
| 21 kwietnia     | Az igazi szabadság            | Ossian                    | [ 17 ] |
| 28 kwietnia     | 20. Jubileumi Koncertshow     | Hooligans                 | [ 18 ] |
| 5 maja          | Az igazi szabadság            | Ossian                    | [ 19 ] |
| 12 maja         | ÷                             | Ed Sheeran                | [ 20 ] |
| 19 maja         | One More Light                | Linkin Park               | [ 21 ] |
| 26 maja         | Kimondom a neved              | Republic                  | [ 22 ] |
| 2 czerwca       | Riot City Outlaws             | Paddy and the Rats        | [ 23 ] |
| 9 czerwca       | Riot City Outlaws             | Paddy and the Rats        | [ 24 ] |
| 16 czerwca      | Riot City Outlaws             | Paddy and the Rats        | [ 25 ] |
| 23 czerwca      | Micsodaország                 | Quimby                    | [ 26 ] |
| 30 czerwca      | Kimondom a neved              | Republic                  | [ 27 ] |
| 7 lipca         | Kimondom a neved              | Republic                  | [ 28 ] |
| 14 lipca        | Újratervezés                  | Rómeó Vérzik              | [ 29 ] |
| 21 lipca        | One More Light                | Linkin Park               | [ 30 ] |
| 28 lipca        | Kimondom a neved              | Republic                  | [ 31 ] |
| 4 sierpnia      | Utopia                        | Anna and the Barbies      | [ 32 ] |
| 11 sierpnia     | K.O.                          | Ganxsta Zolee és a Kartel | [ 33 ] |
| 18 sierpnia     | K.O.                          | Ganxsta Zolee és a Kartel | [ 34 ] |
| 25 sierpnia     | 50                            | Hangya                    | [ 35 ] |
| 1 września      | Nihilista Rock 'n' Roll       | HétköznaPICSAlódások      | [ 36 ] |
| 8 września      | K.O.                          | Ganxsta Zolee és a Kartel | [ 37 ] |
| 15 września     | Ez az út az az út…            | Attila                    | [ 38 ] |
| 22 września     | Élet a halál előtt            | Leander Kills             | [ 39 ] |
| 29 września     | Kilenc                        | Kowalsky meg a Vega       | [ 40 ] |
| 6 października  | Kilenc                        | Kowalsky meg a Vega       | [ 41 ] |
| 13 października | Kilenc                        | Kowalsky meg a Vega       | [ 42 ] |
| 20 października | Válaszok után…                | Depresszió                | [ 43 ] |
| 27 października | Jubileum Best Of              | Hooligans                 | [ 44 ] |
| 3 listopada     | Jubileum Best Of              | Hooligans                 | [ 45 ] |
| 10 listopada    | Szintirock – Dupla Aréna 2016 | Ákos                      | [ 46 ] |
| 17 listopada    | Szintirock – Dupla Aréna 2016 | Ákos                      | [ 47 ] |
| 24 listopada    | Szintirock – Dupla Aréna 2016 | Ákos                      | [ 48 ] |
| 1 grudnia       | Szintirock – Dupla Aréna 2016 | Ákos                      | [ 49 ] |
| 8 grudnia       | Csumpa                        | Bëlga                     | [ 50 ] |
| 15 grudnia      | Aréna Koncert                 | Tankcsapda                | [ 51 ] |
| 22 grudnia      | Álomutazó                     | muzyka musicalowa         | [ 52 ] |